# 場外離着陸場
場外離着陸場（じょうがいりちゃくりくじょう）とは、国土交通大臣の許可を受けた空港と、その他の飛行場（空港等）以外の航空機の離着陸場のことである。

## 概要
日本においては航空機は、陸上においては空港等以外の場所において離着陸を行ってはならないと規定されているが、国土交通省や電力会社等の団体による施設の維持･管理、警察や消防による捜索･救難活動、ドクターヘリなどの活動、グライダーや軽航空機によるスカイスポーツを行う上で、すべての離着陸施設が飛行場の要件を満たすように設置するには莫大な建設費用及び維持管理の費用を要する。そのため、一定の条件を満たした場所については、国土交通大臣の許可を得ることにより離着陸を行うことができると定められており、これに沿って設置されているのが場外離着陸場である。
場外離着陸場といってもさまざまなものがあり、伊是名場外離着陸場やかつての調布飛行場のような、軽航空機の離着陸が可能で、当該離着陸場で航空事業が行われている飛行場類似のものから、グライダーの滑空場、病院や発電所内に設置されているヘリパッド、災害時やドクターヘリによる急患搬送で使用される学校グラウンドや駐車場等も場外離着陸場である。いわゆる「農道空港」も場外離着陸場であり、正式には農道離着陸場と呼ばれている。
厳密には、主に災害時に使用され、平時は別の用途で使われる学校グラウンドや駐車場等は、防災対応離着陸場と呼ばれており、設置基準がより緩和されている。
使用に当たっては、事前に所轄の空港事務所に航空機の使用申請を行う必要があり、申請を受けた航空機しか使用できない。
なお、国土交通省、防衛省、警察庁、都道府県警察又は地方公共団体の消防機関の使用する航空機であって捜索又は救助を任務とするものと、これらの依頼又は通報により捜索又は救助を行なう航空機については、国土交通大臣の許可を受けることなく、必要な場所に離着陸できる。

## 緊急場外離着陸場
ビル火災時や緊急時に消火活動や人命救助を行うために、高層ビルの屋上に設置されているヘリパッドは、緊急離着陸場と呼ばれている。緊急離着陸場は災害などの緊急時にしか利用できない航空機が離着陸する場所で、場外離着陸場とは種類が異なる。
これに似ているが、「H」マークではなく「R」マークのペイントは「緊急救助用スペース」 （RESCUE の意）と呼ばれている。これはヘリコプターがホバリングを行い、主に下層階での火災から屋上に避難してきた要救助者をホイストで救助するための設備として所轄の消防の指導、要請により設置される。
ヘリコプターの荷重に耐える構造はとられないほか、ヘリコプターが接近しホバリングを行うための制限表面、誘導設備などは緊急場外離着陸場に比べ緩和されたものが設定される。

## 設置基準

### 場外離着陸場設置の流れ
1. その土地の所有者又は管理者の承諾を受ける。
2. 都道府県に所有地、施設用地及び周辺部の地図・施設見取り図、付近の不時着適地等の資料を提出し、現地調査を受ける。まずは都道府県消防･防災航空隊の、その後、都道府県担当部署の審査を受ける。
3. その後、当該離着陸場を管轄区域とする空港事務所長に対し、「飛行場外離着陸許可申請書」を提出し、決裁を受けることによって使用が可能になる。

### 施設及び運用時の要件
- 人及び物件に対し、危害や損傷を及ぼすことなく離着陸できるようになっていること。
- 着陸帯は、使用機の全長及び全幅以上であること
- 平坦であること（勾配は5%未満）
- 使用機の運航に十分耐える強度であること
- 着陸帯が表示されていること（ヘリパッドは直径7m以上の円）
- 離着陸場周辺に障害物がないこと。紙･ビニールなどの飛散物は除去すること
- 散水を行い、砂塵が舞い上がらないようにすること
- 立入禁止の措置を講じること
- 吹流しの設置、又は発炎筒を炊くこと（着陸帯から40～50mの場所）
- 安全員及び航空機の誘導員を配置すること。係員には身の安全を確保するための装備を着用させること